# Satoru Suzuki
Satoru Suzuki (鈴木 悟 Suzuki Satoru?), född 19 juli 1975 i Shizuoka prefektur, är en japansk före detta fotbollsspelare.
Suzuki började sin karriär 1998 i Cerezo Osaka. Han spelade 175 ligamatcher för klubben. 2004 flyttade han till Kyoto Purple Sanga. Han avslutade karriären 2006.